# Anthicus angustatus
Anthicus angustatus là một loài bọ cánh cứng trong họ Anthicidae. Loài này được Curtis miêu tả khoa học năm 1838.